# Apadana
Apadana (perz.: آپادانا) je ime za sprejemno dvorano in osrednji prostor v staroperzijski palači. Znane so v mestih Perzepolis in Suza v Iranu.
Apadana v Perzepolisu spada med prvotne zgradbe kompleksa, ki jo je dal zgraditi Darej Veliki, dokončal pa njegov sin Kserkses I.
Henri Stierlin, umetnostni zgodovinar trdi, da so apadano rabili za velike sprejeme, bankete in ceremonije. 
Pojem Apadāna prihaja iz staroperzijščine in pomeni hipostilna dvorana ali dvorana s stebri.
Podoben stavbni element je portik, s stebri podprta pokrita avla (predprostor) pred vhodom v stavbo.

## Pojemapadana
Besedo apadana se uporablja za označevanje hipostilne dvorane, to je osrednja ali sprejemna dvorana v palači iz kamna podprta s stebri. Beseda je v Elamitskem napisana kot ha-ha-da-na in v babilonskem ap-pa-da-an in je etimološko dvoumno. V primerjavi: sanskrtsko apa-dhā (आपादन), kar pomeni »prikrivanje« in grško apo-thēkē »skladišče«. Beseda je preživela v kasnejših obdobjih v Iranu kot partsko pdn(y) ali pdnk(y) »palača« in zunaj Irana še vedno živi v več jezikih (arabsko fadan, armensko aparan-kʿ).
Natančneje pa je ta beseda predhodnica besede ayvan / aywan v srednjeveški in moderni arhitekturi. Staroperzijski izraz a-pad-an pomeni »nezaščitena« in se nanaša na dejstvo, da je bila struktura kot veranda navzven odprta na eni od svojih štirih strani in s tem nezaščitena/izpostavljena naravnim elementom. To je točno to, kar je Apadana palača: odprta (stebriščna) veranda na treh straneh - z edinstveno funkcijo med vsemi palačami v Perzepolisu. Partski in sasanidski arhitekti so v veliki meri odpravili stebre, ki podpirajo strop verande in jih nadomestili z obokom, kot je slavni Ayvan Kisra v Ctesiphonu. Kasnejša evolucija izraza v aywan v post-islamski arhitekturi, ki se je razvila iz stare apadane, se nanaša na obe: s stebrišči (v palači Chehel Sotoun, Isfahanu ) ali banjasto obokani (vse ayvane v mošejah). Kot stara Apadana, tudi novi ayvan sta verandi: odprti navzven na eni strani.
Kot v sodobni arhitekturni in arheološko gledano se beseda apadana uporablja tudi za hipostilne dvorane Urartu, kot so jih izkopali v Altintepe in Erebuni. Te dvorane so nastale pred tistimi v Perziji in je bilo predlagano, da bi lahko bil Urartu stil izvor kasnejših perzijskih hipostilnih sprejemnih dvoran. 

## Opis
Apadana je največja zgradba na terasi v Perzepolisu in sta jo izkopala nemški arheolog Ernst Herzfeldovem in njegova pomočnika Friedrich Krefter in Erich Schmidt v letih 1931 in 1939. Pomembno gradivo v zvezi z izkopavanji se danes nahaja v arhivu svobodnih umetnostni galerije v Washingtonu.
To je bila najverjetneje glavna kraljeva dvorana. Stebri so dosegali višino več kot 20 m in so imeli zapletene kapitele v obliki bikov ali levov. Tukaj je Veliki kralj prejemal darove od vseh narodov Ahemenidskega cesarstva in dajal v zameno darila.
Dostop do prostora je bil preko dveh monumentalnih stopnišč na severu in na vzhodu. Ta so okrašena z reliefi, ki prikazujejo 23 odposlancev narodov perzijskega imperija, ki se klanjajo Dareju I., ki sedi na sredini. Različni poslanci so prikazani zelo podrobno, kar daje vpogled v oblačila in opremo različnih narodov Perzije v 5. stoletju pred našim štetjem. Obstajajo tudi napisi v staroperzijščini in elamitskem jeziku.
Apadana v Perzepolisu ima površino 1000 kvadratnih metrov, njena streha je bila podprta z 72 stebri, vsak je bil visok 24 metrov. Celotna dvorana je bila uničena leta 331 pred našim štetjem, kot posledica napada vojske Aleksandra Velikega. Kamni iz stebrov so bili uporabljeni kot gradbeni material v bližnjih naseljih. Do začetka 20. stoletja se je ohranilo le 13 teh velikanskih stebrov. Leta 1970 so izvedli delno rekonstrukcijo in zdaj stoji 14 stebrov Apadane. 
Apadana v Suzi je bila - tako kot mesto samo - večinoma zapuščena in oropana za gradbeni material.